# 미라 포크스
미라 포크스(Mirrah Foulkes)는 오스트레일리아의 영화 감독, 작가, 배우이다.

## 출연 작품

### 영화
- 더 기프트 (2015년) - 웬디 데일 역